# Lokomotivi Tbilisi
FC Lokomotivi Tbilisi este un club de fotbal din Tbilisi, Georgia. Echipa susține meciurile de acasă pe Stadionul Mikheil Meskhi cu o capacitate de 24.680 de locuri.

## Fosti jucători
- Islom Inomov
- Levan Kenia
- Ramon de Anhaia
- Juan Diego González-Vigil
- Rafael Gallardo
- Ryan Salazar
- Nunu Eshun